# Piccolo porto
Piccolo porto (Primrose Path) è un film del 1940 diretto da Gregory La Cava. La sceneggiatura si basa sull'opera teatrale Primrose Path di Robert H. Buckner e Walter Hart che era andato in scena per la prima volta a Baltimora il 26 dicembre 1938, ispirata a sua volta al romanzo del 1934 February Hill di Victoria Lincoln.
Marjorie Rambeau, che interpretava la madre di Ginger Rogers, per questo film fu candidata all'Oscar alla miglior attrice non protagonista.

## Trama
Figlia di una prostituta e di un ubriacone, Ellie May Adams cerca disperatamente di restare una persona rispettabile pur vivendo nello squallore dei Primrose Hill. Il padre è un alcolizzato mentre di conseguenza la madre è stata costretta a prostituirsi per mantenere la famiglia.
Grazie a Gramp, proprietario della tavola calda e stazione di servizio, Ellie May conosce Ed Wallace, tra i due è subito amore ma la ragazza nasconde la verità sulla sua famiglia.
I due si sposano presto ed Ellie May dimostra tutto il suo impegno ne lavoro al ristorante ma deve cedere alle insistenze del marito che vuole conoscere la sua famiglia.
Scoperte le mille bugie della ragazza Ed la lascia, mentre il padre ubriaco in un tentativo di suicidio provoca la morte della madre la quale prima di spirare fa promettere ad Ellie May di occuparsi della famiglia.
Non trovando lavoro Ellie May disperata decide di prostituirsi come la madre e chiede aiuto a Thelma che organizza un viaggio a San Francisco in compagnia di Mr. Smith.
Lungo la strada la ragazza decide di fermarsi nel locale notturno preferito di Ed dove affronta il ragazzo mostrandosi "come lui ha sempre pensato che fosse".
Fortunatamente Mr. Smith ha modo di parlare con Ed e chiarire il passato di Ellie May, il ragazzo ha aperto gli occhi e torna assieme alla moglie accettando il pesante trascorso della sua famiglia.

## Produzione
Il film fu prodotto dalla RKO Radio Pictures. Nel gennaio 1938, il produttore indipendente Walter Wanger contattò Joseph I. Breen (capo della Production Code Administration) perché voleva portare sullo schermo un film basato sul romanzo di Victoria Lincoln che avrebbe dovuto avere come protagonista Joan Bennett. La storia del romanzo verteva sul personaggio della madre, mentre sia la commedia che il film misero al centro del dramma il personaggio della figlia.

## Distribuzione
Il copyright del film, richiesto dalla RKO Radio Pictures, Inc., fu registrato il 22 marzo 1940 con il numero LP9647.
Distribuito dalla RKO Radio Pictures, il film uscì nelle sale americane il 22 marzo 1940. A causa del soggetto, la storia di una prostituta, il film fu boicottato e ne venne vietata la proiezione a Detroit. Per soddisfare l'Hays Office, al personaggio della madre fu riservata una morte infelice.

### Date di uscita internazionali
IMDb
- USA: 22 marzo 1940
- Svezia: 21 aprile 1941
- Finlandia: 4 ottobre 1942

### Titoli all'estero
- Primrose Path: USA
- Agapi pou den esvyse: Grecia
- Camí de roses: Spagna (titolo Catalano)
- Den Smala vägen: Svezia
- Kapea polku: Finlandia
- Una nueva Primavera: Spagna

### Critica
..."La Cava spesso ha personaggi etnici nei suoi film, ritratti in maniera più sfaccettata e ricca che nella maggioranza dei film dell'epoca. In Primrose Path, una cameriera nera e la prostituta amica di Marjorie Rambeau sono più compagne che cameriera e padrona; si scambiano i vestiti e ridono della quantità di uomini di nome Smith che incontrano nel loro lavoro. (...) La Cava incappò in problemi censori con Primrose Path, che sembra un film pre-Hays, con il suo ritratto di due generazioni di prostitute, che vivono nella povertà e tentano di indurre alla prostituzione la terza generazione. In certi cinema di provincia, il film fu decisamente bandito".
Gary Morris: "L'uomo che odiava le regole" in Gregory La Cava, Bergamo Film Meeting '95